# George Finch-Hatton (1747-1823)
George Finch-Hatton (30 juin 1747 – 17 février 1823) est un homme politique anglais, qui est membre de la Chambre des communes de 1772 à 1784.

## Biographie
Il est le fils d'Edward Finch et est né le 30 juin 1747. Il fait ses études à Westminster School et au christ's College, Cambridge, recevant un MA en 1768. Il prend le nom de Hatton (sa grand-mère paternelle) avec son père, en 1764.

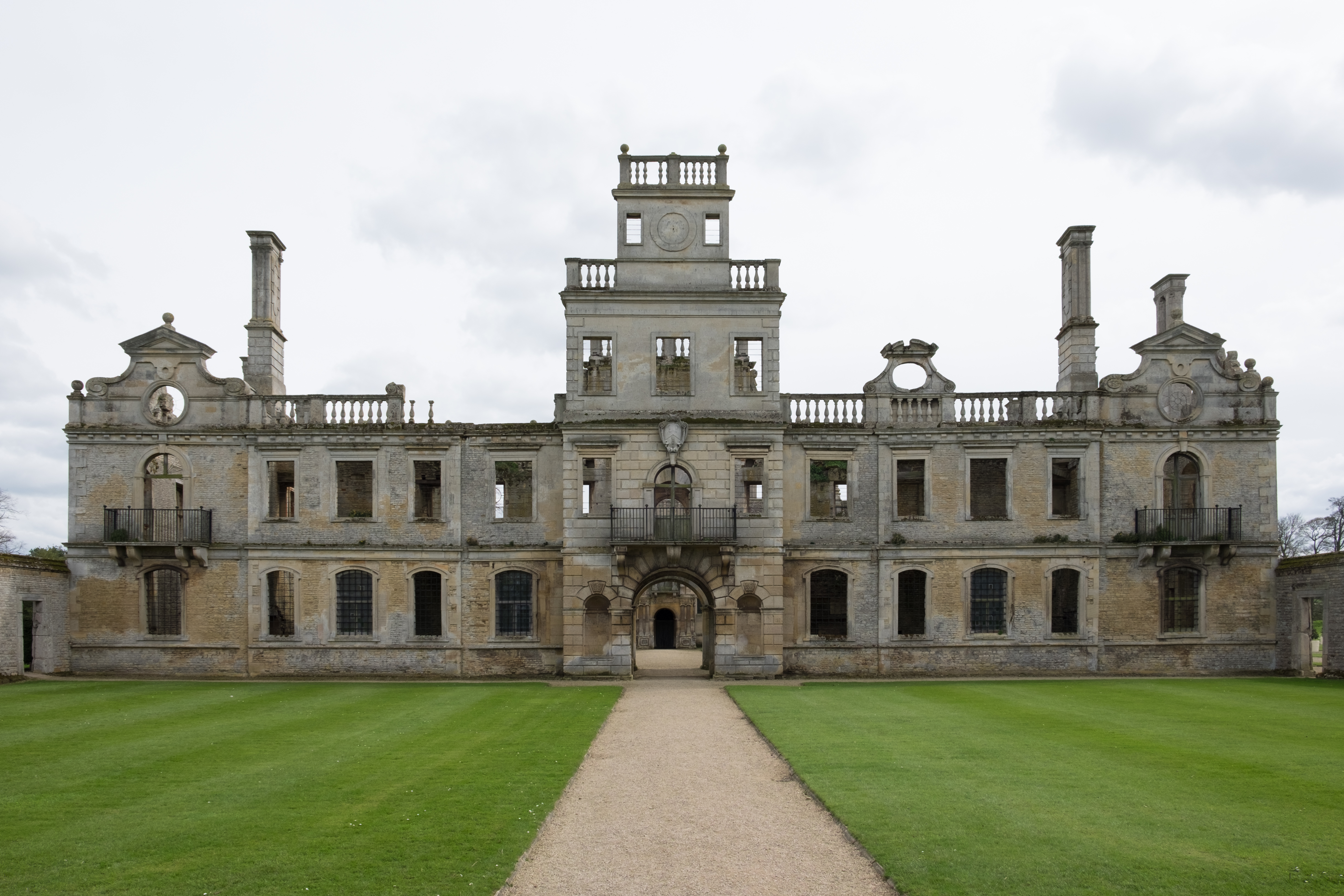
Kirby Hall

Il succède à son oncle Daniel Finch (8e comte de Winchilsea) à Eastwell Parc en 1769 et son père à Kirby Hall, près de Gretton dans le Northamptonshire, en 1771. Il reconstruit la maison d'Eastwell entre 1793 et 1800, d'après les dessins de Joseph Bonomi l'Ancien.
Finch-Hatton est élu député pour Rochester lors d'une élection partielle en 1772. Il est réélu à Rochester, en 1774 et 1780, mais il est battu en 1784.
Il est élu Fellow de la Royal Society en 1776.
Il épouse Lady Elizabeth Murray (1760-1825), la fille de David Murray (2e comte de Mansfield) (1727-1796), en 1785. Ils résident à Eastwell Parc, Kent. Il a également des biens à Kirby, dans le Northamptonshire.
Il est décédé en février 1823, à l'âge de 75 ans. Son épouse est décédée en juin 1825, âgé de 65 ans. Leur fils George est devenu comte de Winchilsea et Nottingham en 1826.